# Archamia
Genre
Archamia est un genre de poissons de la famille des Apogonidae.

## Liste des espèces
- Archamia ataenia Randall & Satapoomin, 1999.
- Archamia biguttata Lachner, 1951.
- Archamia bilineata Gon & Randall, 1995.
- Archamia bleekeri (Günther, 1859).
- Archamia buruensis (Bleeker, 1856).
- Archamia flavofasciata Gon & Randall, 2003.
- Archamia fucata (Cantor, 1849).
- Archamia leai Waite, 1916.
- Archamia lineolata (Cuvier, 1828).
- Archamia macroptera (Cuvier, 1828).
- Archamia mozambiquensis Smith, 1961.
- Archamia zosterophora (Bleeker, 1856).